# Петр (Пяхкель)
Епископ Петр (эст. piiskop Peeter, в миру Пётр Михайлович Пяхкель, эст. Peeter Pähkel; 31 декабря 1875, Кяйна, Эстляндская губерния — 20 августа 1948, Арлюкский лагерь, Юргинский район, Кемеровская область, СССР) — епископ Эстонской Православной Церкви, епископ Печерский и Тартуский.
Почитается как святой в Константинопольской православной церкви.

## Биография
Родился в 1875 году в Эстонии. По национальности эстонец.
В 1891 году окончил Рижское духовное училище, а в 1897 — Рижскую духовную семинарию по 1-му разряду.
В марте 1901 года рукоположён в сан диакона, затем в сан священника. Рукоположение совершил епископ Рижский и Митавский Агафангел (Преображенский).
С 19 апреля 1914 года по 10 ноября 1916 год был исполняющим должность столоначальника Рижской духовной консистории.
В 1917—1920 годы служил вторым священником Успенского собора в Азове в сане протоиерея, был благочинным в Азове.
После оптации жил в России около восьми месяцев, в Эстонию вернулся приблизительно осенью 1923 года. Работал учителем латыни в городе Валка, служил на приходе в 34 километрах от города.
В 1924—1933 годы — преподаватель латыни и Закона Божия в Валгской средней школе.
В августе 1933 года становится преподавателем Печорской духовной семинарии.
Во время немецкой оккупации упомянут как настоятель церкви Сорока мучеников Севастийских в Печорах в составе Псковской духовной миссии.
Во время немецкой оккупации, после 22 июня 1941 г. с согласия Печерского городского головы Луйка, поставленного немцами, объявил себя благочинным церковного округа, выступил против Московской Патриархии, предложив отказаться от поминовения митрополита Сергия (Страгороского) и «впредь до сформирования Эстонского правительства» ввести церковное поминовение за Литургией по чину, существовавшему до июня 1940 г., то есть до выхода Эстонской Православной Церкви из состава Константинопольской Патриархии и перехода в Московскую Патриархию. В то же время с согласия городского головы Луйка объявил себя настоятелем Псково-Печерского монастыря.
18 сентября 1941 г. Указом Экзарха Эстонии митрополита Сергия (Воскресенского) запрещен в священнослужении впредь до принесения покаяния.
7 августа 1943 года, будучи в состоянии запрещения в священнослужении от своей кириархальной Церкви, в Таллинском Преображенском соборе хиротонисан митрополитом Александром (Паулусом) и запрещённым заштатным архиепископом Николаем (Лейсманом) во «епископа Печерского и Тартуского», в составе Эстонской Православной Церкви в юрисдикции Константинополя. В его епархию вошёл юго-запад оккупированного Германией генерального округа «Эстония».
На конец войны проживал в Печорах. Был арестован 27 июня 1945 года. Осуждён военным трибуналом войск НКВД Псковской области 14 сентября того же года по ст. 58-1а УК РСФСР (Измена Родине) на 10 лет лагерей.
Скончался 20 августа 1948 года в заключении.
Реабилитирован 31 октября 1996 года.

## Канонизация
По представлению Святейшего Синода Эстонской Апостольской Православной церкви в юрисдикции Константинопольского патриархата, Святейшим Синодом Вселенского патриархата канонизированы восемь новомучеников Эстонских, которые пострадали за Христа в 1944—1955 годах, в период после присоединения Эстонии к СССР. В лике святых прославлены: епископ Тартусский и Печорский Пётр (Пяхкель) (1875—1948), архимандрит Алипий (Ивлев) (1877—1950), протоиерей Владимир Иродионов (1885—1945), священник Серафим Ульянов (1906—1955), священник Иоанн Вярк (1904—1952), священник Леонид Лавров (1882—1954), а также миряне Андрес Пуншун (1882—1955) и Александр Гадалин (1878—1951).